# شهرستان تانی (میزوری)
شهرستان تانی، میزوری (به انگلیسی: Taney County, Missouri) یک سکونتگاه مسکونی در ایالات متحده آمریکا است که در میزوری واقع شده‌است.